# Nusamangir
Nusamangir is een bestuurslaag in het regentschap Banyumas van de provincie Midden-Java, Indonesië. Nusamangir telt 2374 inwoners (volkstelling 2010).